# Xestia parasenescens
Xestia parasenescens là một loài bướm đêm trong họ Noctuidae.